# سانت فيلايو ساسيرا
بلدية سانت فيليوْ ساسيرا (بالكاتالانية: Sant Feliu Sasserra) هي إحدى بلديات مقاطعة برشلونة، والتي تقع في منطقة كاتالونيا، شرق إسبانيا.
يبلغ عدد سكانها 612 نسمة وفقاً لإحصائية سنة (2007).